# Город со специальным статусом
Города со специальным статусом (укр. Міста зі спеціальним статусом) — установленная ч. 3 ст. 133 Конституции Украины категория административно-территориальных единиц Украины первого уровня, к которой отнесены города Киев и Севастополь. Статус этих административных единиц определяется отдельными законами Украины.

## Особенности организации исполнительной власти
В отличие от других городов Украины исполнительная власть в городах со специальным статусом осуществляется не исполнительным комитетом соответствующего совета, а местной государственной администрацией. Конституция предусматривает определение особенностей организации исполнительной власти городов Киева и Севастополя особым законом, однако таковой был принят только для Киева; согласно толкованию Конституции и закона «О столице Украины — городе-герое Киеве» главой киевской городской государственной администрации является городской голова (избираемый, согласно тому же закону, путём прямых выборов). В Севастополе же прямые выборы главы горсовета и главы городской государственной администрации не проводились, поскольку закон о статусе этого города принят не был.

## Список городов Украины со специальным статусом
| Код ISO | Название    | Флаг        | Герб | Статус | Площадь | Население                |
| ------- | ----------- | ----------- | ---- | --- | ------- | ------------------------ |
| UA-30   | Киев        | Киев        |      | Столица Украины, а также административный центр Киевской области, не входящий в её состав. | 840 км2 | 2 954 564 человек (2021) |
| UA-40   | Севастополь | Севастополь |      | Аннексирован Россией в 2014 году, что не получило широкого международного признания. В законодательстве Украины (закон от 15 апреля 2014 года № 1207-VII) и документах ООН рассматривается в качестве временно аннексированной территории Украины. | 864 км2 | 342 600 человек (2021)   |